# Smuk perikon
Smuk perikon (Hypericum pulchrum) er en flerårig, 30-60 cm høj plante i perikon-familien. Arten kendes blandt andet på, at blomsterne, der er 1,5-2 cm i diameter, har omvendt ægformede bægerblade med kortstilkede kirtler i randen. I Danmark findes smuk perikon hist og her på lysåbne skrænter, hedebakker og i egekrat, især i Syd- og Østjylland.